# Rietberg
Pour les articles homonymes, voir Rietberg (homonymie).
Rietberg est une ville de Rhénanie-du-Nord-Westphalie (Allemagne), située dans l'arrondissement de Gütersloh, dans le district de Detmold, dans le Landschaftsverband de Westphalie-Lippe.

## Historique
Rietberg était la capitale du comté de Rietberg, au sein du Saint-Empire romain germanique de 1237 à 1807, date de sa disparition.

## Monuments
- Couvent Sainte-Catherine (XVIIe siècle)

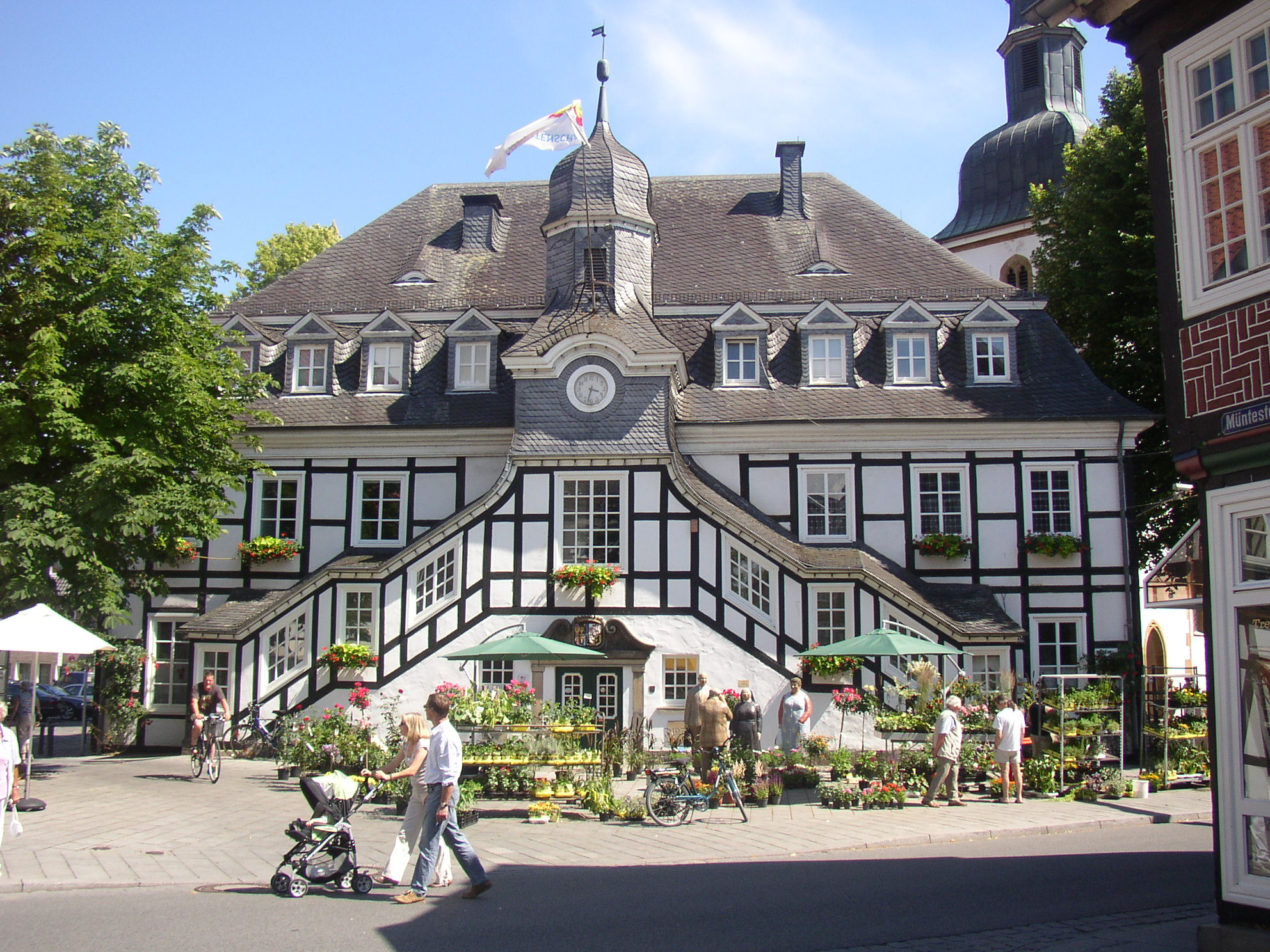
L'ancienne mairie.

- L'ancienne mairie.

## Personnalités liées à la ville
- Jean III de Frise orientale (1566-1625), comte de Rietberg, mort à Rietberg.
- Heinrich Humann (1837-1915), homme politique né à mort à Neuenkirchen.
- Hubert Deittert (1941-2020), homme politique né à Neuenkirchen et mort à Rietberg.
- Kitty Marion, née Katherina Schafer à Rietberg le 12 mars 1871 et morte le 9 octobre 1944 à New York, est une actrice et suffragette britannique. Elle joua un rôle majeur dans le mouvement pour le droit de vote des femmes au Royaume-Uni.

## Jumelage
- Ribérac (France) depuis 1983
- Głogówek (Pologne) depuis 1999

Depuis 1998, l'équipe de football du Victoria Tus de Rietberg est jumelée avec celle d'Allemans en France.